# Haagse tramtunnel

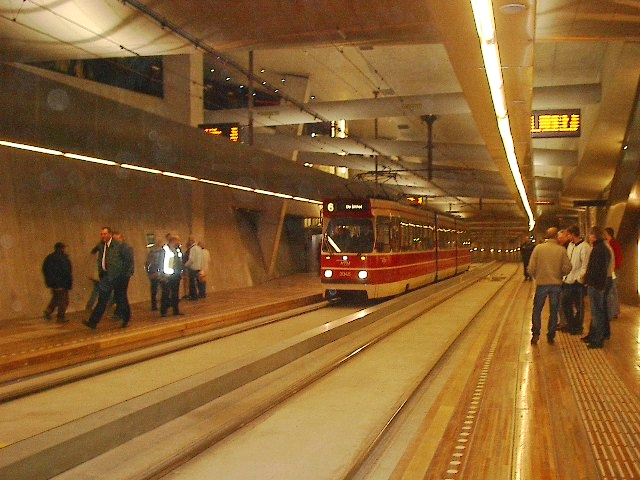
Station Grote Markt met GTL-tram.

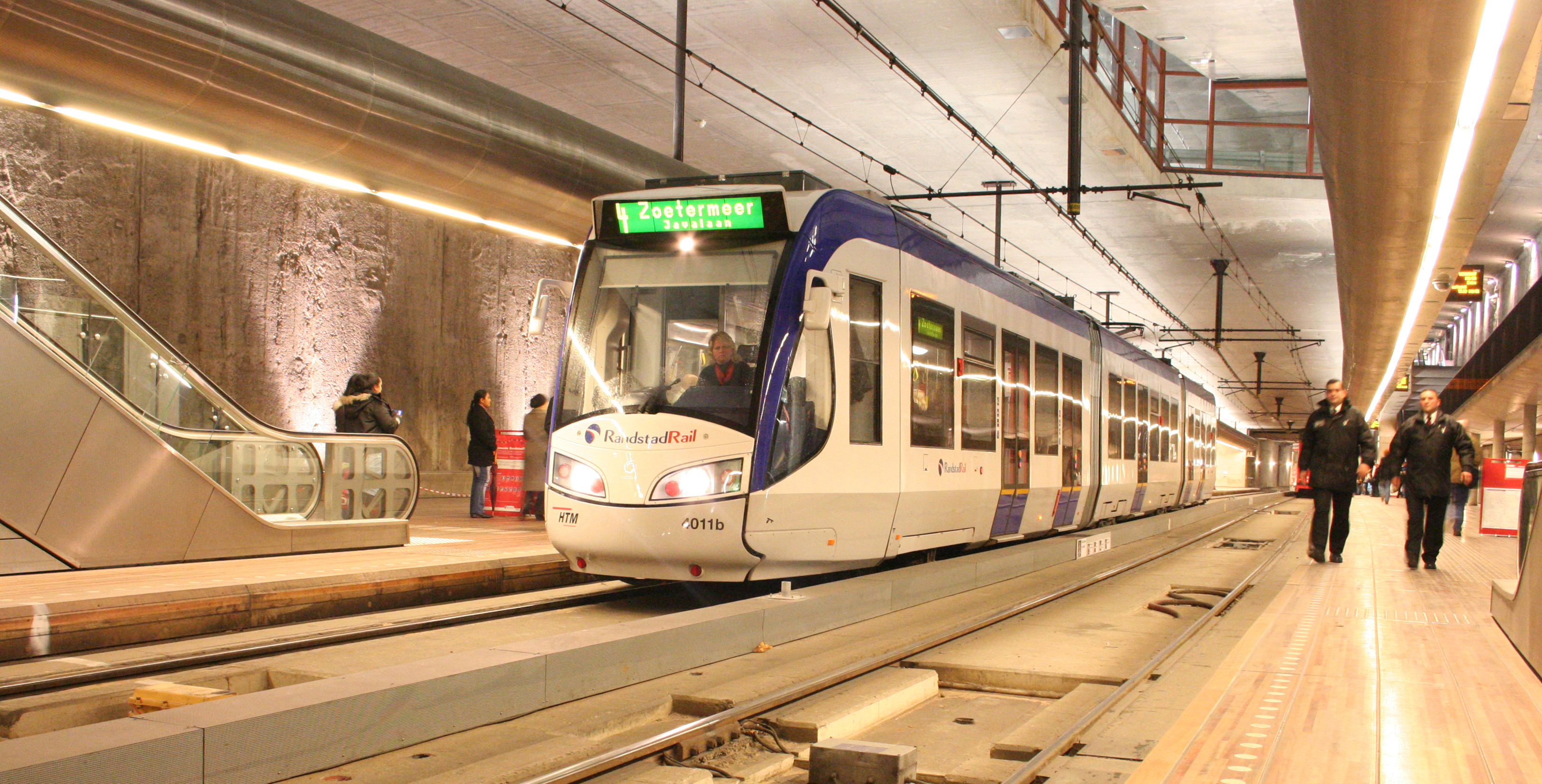
Station Spui met RegioCitadis-tram.

De Haagse tramtunnel, officieel Het Souterrain, is een circa 1250 meter lange tunnel voor trams en het lightrail-project RandstadRail in het centrum van Den Haag. De tunnel maakt deel uit van de Haagse semimetro en bevat twee ondergrondse tramhaltes. Een ondergrondse parkeergarage maakt eveneens deel uit van het project. De Haagse tramtunnel werd op 16 oktober 2004 geopend door minister Karla Peijs en de toenmalige burgemeester Wim Deetman van Den Haag. Het Souterrain heeft enkele bouwkundige prijzen gewonnen, waaronder de Betonprijs 2005. De "plaquette" is aangebracht in station Spui. Aanleiding was de verwachting dat de toename van tramverkeer op de kruising Kalvermakt met het Spui voor opstoppingen zou zorgen. Zo werd vanaf begin 2002, bij de opening van de nieuwe lijn 15, een andere lijn (tram 17) langs de kruising via de Schedeldoekshaven geleid.

## Kenmerken
De tramtunnel sluit onder de bebouwing van De Resident aan op het bestaande Muzenviaduct, het tramviaduct naar station Den Haag Centraal. Met een kleine bocht vervolgt de tunnel zijn route onder de Kalvermarkt. Ter plaatse van de kruising met het Spui bevindt zich het ondergrondse station Spui. Na deze halte gaat de tunnel verder onder de Grote Marktstraat. Ter hoogte van de Grote Markt ligt het station Grote Markt. Op het laagste punt bevinden de trams zich 13,5 meter onder NAP. Even na het tweede station komen de trams aan het begin van de Prinsegracht weer bovengronds.

## Bouw
De bouw van het project is allerminst probleemloos verlopen. De start was eind 1996. Om de overlast bovengronds zo veel mogelijk te beperken werd gekozen voor de wanden-dakmethode. In de eerste fase werden van bovenaf de wanden en het dak van de tunnel gebouwd, waarna de meeste hinder bovengronds voorbij was. Vervolgens werd onder het dak de tunnel uitgegraven en verder afgebouwd. De aansluiting van de wanden op de waterdichte lagen in de bodem bleek een zwakke plek. Hiervoor werd gebruikgemaakt van grout.
In 1998 ontstond echter een groot gat, waardoor het grondwater de tunnel instroomde. De Kalvermarkt is in deze tijd verzakt geweest. Wegens instortingsgevaar werd de hele tunnel onder water gezet om verdere schade aan de aangrenzende bebouwing te voorkomen. Alle tramlijnen (1, 2, 3, 6, 7, 8, 9, 10, 16) moesten plots diverse periodes  omrijden via het Centraal Station (Rijnstraat) omdat Spui én Kalvermarkt gestremd waren. De tunnel kreeg als gevolg daarvan al bijnamen als Haagse zwemtunnel of Tramtanic. Na verschillende andere (kleinere) lekken is de tunnel uiteindelijk onder verhoogde luchtdruk afgebouwd. De luchtdruk zorgde ervoor dat water niet langer kon binnendringen. Vanwege alle problemen tijdens de bouw zijn de kosten van de bouw opgelopen van €139 miljoen tot €234 miljoen en werd de oplevering met ruim vier jaar vertraagd.

## Gebruik en beheer

### Tramhaltes
De twee ondergrondse tramhaltes hebben elk hun eigen kenmerkende architectuur. De tunnel is in zijn geheel ontworpen onder leiding van architect Rem Koolhaas. Het ontwerp is later meegenomen door architect Rob Hilz. De stations liggen diep onder de grond omdat tussen de stations boven de sporen een parkeergarage is gebouwd. De perrons zijn van hout. De wanden zijn voor het grootste gedeelte onafgewerkt gelaten; de ruwe betonnen diepwanden blijven zichtbaar. Met behulp van speciale verlichting worden de wanden extra geaccentueerd. De halte en de parkeergarage erboven hebben ondergrondse verbindingen met een aantal nabij gelegen warenhuizen. In de houten perronvloeren van station Grote Markt is een mozaïek opgenomen dat een oude stadsplattegrond van Den Haag weergeeft. In glazen putten in dit deel van het perron worden archeologische voorwerpen tentoongesteld, die werden gevonden tijdens de bouw van de tramtunnel. De half verdiepte hoofdingang van station Grote Markt komt rechtstreeks uit op het gelijknamige plein.

### Tramlijnen
Na de opening van de tunnel maakten drie Haagse tramlijnen er gebruik van: lijn 2, lijn 3 en lijn 6. Voor de ingebruikname van de tramtunnel legden deze lijnen vrijwel hetzelfde traject bovengronds af. Lijn 3 en 4 van RandstadRail maken sinds 2007 ook gebruik van de tramtunnel. Sinds 2020 is RandstadRail 34 daar bij gekomen. De lijnen 3, 4 en 34, die door de tramtunnel rijden, komen uit Zoetermeer en hebben hun eindpunten in het zuidwesten van Den Haag.

### Parkeergarage

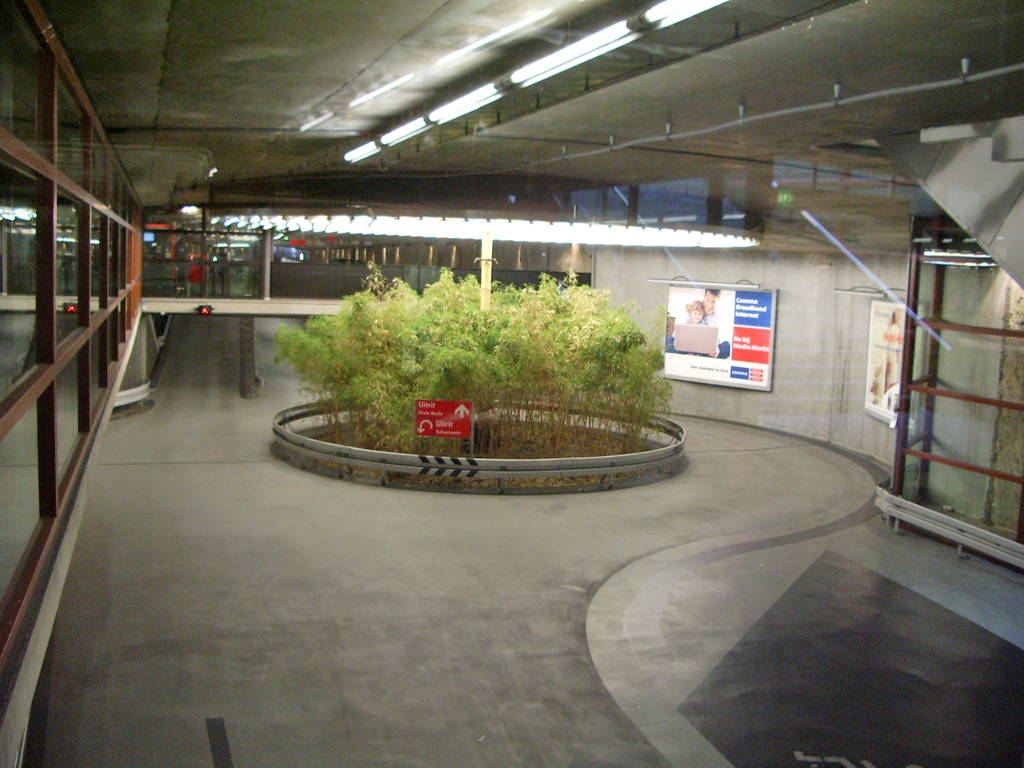
Het bamboebos in de parkeergarage

Boven het hele middengedeelte van de tunnel, vanaf station Spui tot station Grote Markt, bevindt zich een langwerpige ondergrondse parkeergarage. Ook hier is de nodige aandacht besteed aan de vormgeving. Zo is het middeneiland van een keerlus voorzien van een heus "bamboebos". In totaal biedt de parkeergarage plaats aan zo'n 500 auto's.
In 2005 kwam de parkeergarage van de tramtunnel in het nieuws, omdat taxichauffeurs de parkeergarage gebruikten om snel door het Haagse centrum te rijden. De parkeergarage heeft namelijk twee in- en uitgangen. Daarmee lijkt de parkeergarage meer op een tolweg.

### Beheer
Het dagelijks beheer wordt uitgevoerd door de HTM. De bedrijfshulpverlening is in handen van de HTM. Dit onderdeel van de HTM zorgt voor de algehele veiligheid in de tunnel, perrons en openbare ruimte met beveiligers en een geavanceerd camerasysteem. Ook wordt er regelmatig geoefend door de hulpdiensten en de HTM op alle te bedenken scenario's.

## Trivia
Hoewel het Souterrain in de volksmond bekend staat als "de tramtunnel", is het toch niet de enige tramtunnel in Den Haag of in de regio Haaglanden:
- In 1994 werd in Delft een tunnel in gebruik genomen voor tramlijn 1 en buslijnen. Deze is in 2016 afgebroken nadat deze overbodig werd na gereed komen van de spoortunnel onder Delft.
- In 1996 werd bij station Hollands Spoor in Den Haag een tramtunnel voor meerdere lijnen geopend.
- Te Leidschendam werd in 2003 een tramtunnel geopend voor 2 tramlijnen.[5]
- In 2010 werd de Sijtwendetunnel te Leidschendam door tram 19 in gebruik genomen.
- In/op tramlijn 19 bevinden zich nog twee tunnels/onderdoorgangen; bij Station Leidschenveen en bij Station Ypenburg.[6]

### Incidenten
- In 2012 dacht een automobiliste nog een ingang gevonden te hebben van de parkeergarage. Waarschijnlijk door navigatie verkeerd te begrijpen kwam ze de voetgangers ingang aan de Grote Markt inrijden. De auto strandde op de trap naar beneden. De vrouw verklaarde dat ze op weg was naar de parkeergarage. Een politieagent is erin geslaagd de auto weer achteruit naar buiten te rijden.[7]
- Bij het Lage Zand / de Turfmarkt, waar alleen voor trams een in/uitrit is, hebben zich al vaker auto's klem gereden in de open rails.